# 江鋳久

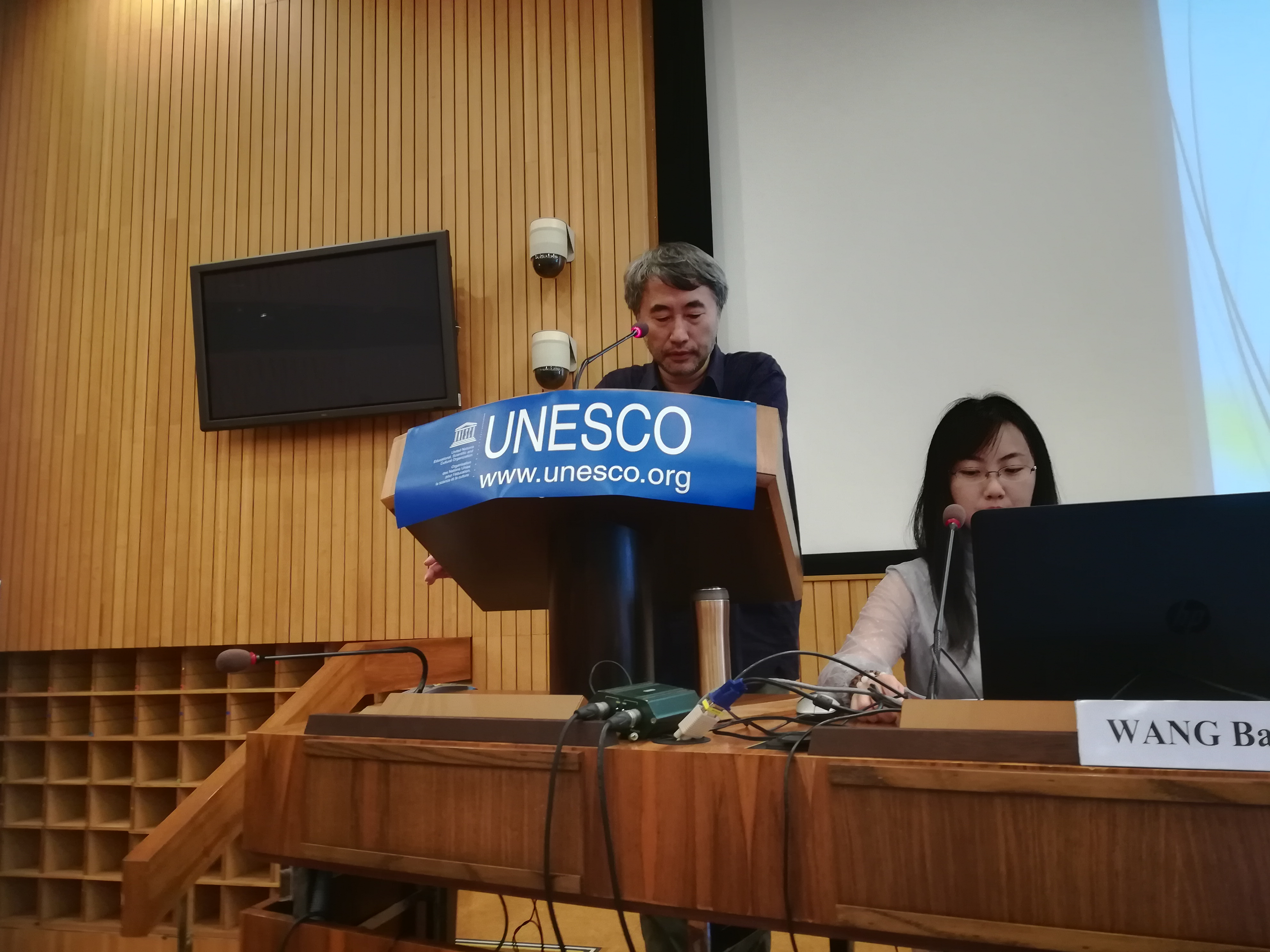
江鋳久

江鋳久（こう ちゅうきゅう、ジャン・ジュウジォウ、江铸久、Jiang Zhujiu、장주주、1962年2月17日 - ）は、囲碁棋士。中国山西省太原出身、九段。北京師範大学出身、中国囲棋協会、アメリカプロ囲碁協会を経て、1999年から韓国棋院客員棋士、2012年に中国帰国。第1回日中スーパー囲碁での5人抜きで一躍名を上げる。北米マスターズ・トーナメント8連覇。また米国にて江鋳久囲碁トーナメントを主催。妻は芮廼偉九段、兄は江鳴久七段。攻撃的な棋風。

## 経歴
6歳で碁を覚え、1973年十省市囲棋招待戦児童組優勝、14歳で集中訓練隊に入る。1982年に五段に認定される。1983年、全国囲棋個人戦で4位。1984年七段。
1984年から始まった日中スーパー囲碁で、第1回に中国チームの2番手として出場し、5人抜きを果たして中国チームの勝利に大きく貢献、また日本側に衝撃を与えた。この功績により八段昇段を認められる。1987年九段。1990年に米国に移住。1992年に日本に移住していた芮廼偉九段と結婚。1993年から3年間は日本在住。その後米国で棋士活動を続け、1995年から開始された北米マスターズ・トーナメントでは、第1回から2002年まで、車敏洙、芮廼偉、M.レドモンドなどを破って8連覇。
1999年に芮廼偉とともに韓国棋院に客員棋士として迎えられ、韓国の棋戦に参加するようになる。2003年のLG杯世界棋王戦では韓国代表として出場、1回戦でアメリカ代表として出場した兄鳴久と対戦して勝利するが、2回戦では李昌鎬に敗れた。同年マキシムコーヒー杯決勝で妻の芮廼偉を破って優勝。2011年三星火災杯世界囲碁マスターズでシニア枠予選を勝抜いて出場。
2012年に韓国棋院を引退して、中国に帰国。2014年女子甲級リーグ上海北極絨チームコーチ。

### 主な棋歴
国際棋戦
- 応昌期杯世界プロ囲碁選手権戦 ベスト8 1988年（○武宮正樹、×林海峰）
- LG杯世界棋王戦 ベスト8 1996年（○柳時熏、○陳臨新、×劉昌赫）
- 日中囲碁交流
  - 1979年 0-1（×小林覚）
  - 1980年 6-1
  - 1982年 7-0
  - 1983年 2-2（○山城宏、○佐藤昌晴、×石井邦生、×小林光一）
  - 1985年 3-2（0-2 酒井猛、○淡路修三、○本田邦久、○牛之浜撮雄）
  - 1987年 1-2 淡路修三
- 日中スーパー囲碁
  - 1984-85年 5-1（○依田紀基、○小林覚、○淡路修三、○片岡聡、○石田章、×小林光一）
  - 1986年 0-1（×小林覚）
  - 1987年 0-1（×山城宏）
  - 1988年 0-1（×依田紀基）

中国棋戦
- 新体育杯戦 2位 1986年
- 全国囲棋個人戦 2位 1989年、4位 1983、88年
- 天元戦 挑戦者 1989年
- 中国囲棋甲級リーグ戦
  - 2001年（四川矮子）3-8
  - 2002年（河北金玉蘭）2-5
  - 2003年乙級（山西長城微光）
  - 2004年乙級
  - 2005年乙級（江蘇呉江恒達）

米国棋戦
- 北米マスターズ・トーナメント 優勝 1995-2002年

韓国棋戦
- マキシムコーヒー杯入神連勝最強戦 優勝 2003年
- 更豪ホテル杯元老勝抜戦 2012年 2-1（○金秀壮、○安官旭、×劉昌赫）
- 韓国囲碁リーグ
  - 2004年（楊森）4-3
  - 2005年（第一火災）3-4